# Yoan Tanga Mangene

a Compétitions nationales et continentales officielles uniquement.

b Matchs officiels uniquement.
Dernière mise à jour le 2 juillet 2022.
Yoan Tanga Mangene, né le 29 novembre 1996 à Bondy, est un joueur international français d'origine congolaise de rugby à XV qui joue au poste de troisième ligne au Stade Francais depuis 2024.

## Biographie

### Jeunesse et formation
D'origine congolaise, Yoan Tanga passe son enfance à Bondy puis Clichy-sous-Bois et Aulnay-sous-Bois. De tempérament calme, il développe une forte spiritualité (protestant évangélique) grâce à son père, ancien catcheur professionnel en République démocratique du Congo devenu pasteur à son arrivée en France.
Yoan Tanga découvre le rugby à 13 ans, en arrivant au collège d'Aulnay-sous-Bois via l'UNSS. Il part ensuite jouer pour la première fois en club dans la ville de Tremblay. Pas fan de rugby au départ, il se met à apprécier la discipline au fur et à mesure, et à effectuer les sélections régionales où il fait la connaissance des joueurs de sa génération.
En 2013, il s'inscrit seul un peu par hasard à une détection à Castres. Yoan Tanga intègre les Crabos puis les sélections inter-secteurs, où il est champion de France avec notamment Antoine Dupont, Anthony Jelonch et Sacha Valleau.

### Carrière professionnelle
En fin de convention à son avant-dernière année en espoir, il rejoint alors Agen en 2017, appelé par l’entraîneur Mauricio Reggiardo. Yoan Tanga intègre le groupe professionnel dès le début de saison. Le 9 septembre 2017, à 18 ans il dispute son premier match en Top 14 sous le maillot du SU Agen. Il inscrit son premier essai en Top 14 le 6 janvier 2018. Ses bons débuts en Top 14 lui permettent d’être appelé avec les Barbarians français en mai 2018 pour une tournée en Nouvelle-Zélande. 
Yoan Tanga passe deux saisons pleines à Agen puis revient en région parisienne. Il signe le 21 juin 2019 au Racing 92, après remise en cause d’un accord avec le Stade français, en raison d’un litige sur les indemnités de formation.
Il devient progressivement un joueur majeur du Racing 92, qui atteint la finale de la Champions Cup en 2020. Il ne participe cependant pas à cette rencontre perdu 31-27 contre Exeter. Ses performances lui permettent d'être convoqué pour la première fois en Equipe de France le 18 janvier 2022 pour la préparation au Tournoi des Six Nations 2022.
Il rejoint le Stade rochelais pour trois ans, à partir de la saison 2022-2023. Dès sa première saison à La Rochelle, son nouveau club se qualifie en finale de la Champions Cup, et affronte le Leinster. Blessé, Yoan Tanga ne participe pas à cette rencontre remportée 27 à 26,. En championnat, les Rochelais terminent deuxième de la saison régulière et se qualifient directement pour les demi-finales où il éliminent l'Union Bordeaux Bègles (victoire 24 à 13) et rejoignent le Stade toulousain en finale,. Toujours indisponible, il ne participe pas non plus à cette finale perdue 29 à 26,.
À l'issue de cette saison, il est sélectionné dans une liste de 42 joueurs pour préparer la Coupe du monde 2023,. Il est titulaire lors du premier match de préparation au mondial face à l'Écosse, dans un XV de départ marqué par l'absence des titulaires habituels. Les Bleus sont battus 25-21,. Yoan Tanga ne fait cependant pas partie de la liste finale pour le Mondial.

## Statistiques

### En club
| Saison          | Saison          | Championnat | Championnat | Championnat | Coupes d'Europe    | Coupes d'Europe | Coupes d'Europe | Total année | Total année |
| Saison          | Saison          | Compétition | M           | Ess.        | Compétition        | M               | Ess.            | M           | Ess.        |
| --------------- | --------------- | ----------- | ----------- | ----------- | ------------------ | --------------- | --------------- | ----------- | ----------- |
| 2017-2018       | SU Agen         | Top 14      | 20          | 1           | Challenge européen | 4               | 2               | 24          | 3           |
| 2018-2019       | SU Agen         | Top 14      | 19          | 3           | Challenge européen | 3               | 1               | 22          | 4           |
| Total SU Agen   | Total SU Agen   | Top 14      | 39          | 4           | Challenge européen | 7               | 3               | 46          | 7           |
| 2019-2020       | Racing 92       | Top 14      | 14          | 3           | Coupe d'Europe     | 5               | 2               | 19          | 5           |
| 2020-2021       | Racing 92       | Top 14      | 19          | 4           | Coupe d'Europe     | -               | -               | 16          | 3           |
| 2021-2022       | Racing 92       | Top 14      | 22          | 4           | Coupe d'Europe     | 5               | -               | 27          | 4           |
| Total Racing 92 | Total Racing 92 | Top 14      | 55          | 11          | Coupe d'Europe     | 10              | 2               | 65          | 13          |
| Total carrière  | Total carrière  | Top 14      | 94          | 15          | Coupe d'Europe     | 17              | 5               | 111         | 20          |

### Internationales
Au 7 septembre 2023, Yoan Tanga compte trois sélections en équipe de France. Il connait sa première sélection avec l'équipe de France le 2 juillet 2022 à l'occasion d'un test international contre le Japon.
| Année | Compétition | Matchs | Points | Essais |
| ----- | ----------- | ------ | ------ | ------ |
| 2022  | Test matchs | 2      | 0      | 0      |
| 2023  | Test matchs | 1      | 0      | 0      |
| Total | Total       | 3      | 0      | 0      |

## Palmarès
- Stade rochelais
  - Finaliste du Championnat de France en 2023